# Gunningen
Gunningen es un municipio alemán de unos 725 habitantes perteneciente al distrito de Tuttlingen, en el estado federado de Baden-Wurtemberg. Está ubicado en la meseta de la Baar oriental.